# Llanes (kommun)
Llanes är en kommun i Spanien. Den ligger i den autonoma regionen Asturien i norra delen av landet, 400 km norr om huvudstaden Madrid. Antalet invånare är 13 549 (2024).